# Der liebe Herr Teufel
Der liebe Herr Teufel ist ein 1988 vom Hessischen Rundfunk ausgestrahltes Marionetten-Spiel der Augsburger Puppenkiste.

## Hintergrund
Der Film basiert auf dem gleichnamigen Buch von Christine Nöstlinger aus dem Jahr 1975. Dieses wurde bereits 1978 zu einem Hörspiel adaptiert. Die Produktion der Augsburger Puppenkiste fand am 3. April 1988 im Ersten Deutschen Fernsehen ihre Uraufführung. 2009 erschien der Film auf DVD.
In der Eröffnungsszene ist ein Feinkostladen mit dem Namen Strubel zu sehen, zugleich der Familienname des Regisseurs und Drehbuchautors. Der Film, den sich die Protagonisten im Kino ansehen, ist Am Samstag kam das Sams zurück.

## Handlung
Die Teufel machen sich Sorgen, weil sie die Menschen nicht mehr verderben können. Diese schaden sich lieber gegenseitig. Fulminavia Teufel, die Ehefrau des Luzifer, wird aber auf die zufriedenen Eheleute Margarethe und Heinrich Brunner aufmerksam. Sie wettet mit ihrem Mann, dass sie das Paar innerhalb von zwei Jahren ins Unglück stürzen kann. Fulminavia scheitert aber schon bei den Vorbereitungen und verpflichtet daraufhin den jungen Teufel Beelze. Dieser ist zwar der Schlechteste in der Höllenschule, ähnelt aber aufgrund seines angenehmen Äußeren sehr einem Menschen. Zur Unterstützung erhält er eine Flasche Zaubertrank, die den Anwender in einen schwarzen Kater verwandelt, und eine Tarnkappe.
Beelze mietet sich im Nachbarhaus der Brunners ein, die ihn sogleich zum Kaffee einladen. In den kommenden Tagen verwandelt er sich regelmäßig und geht bei den Brunners ein und aus, die ihn freudig als Haustier annehmen. Auch Beelze genießt es, unbemerkt in dem gemütlichen Heim des Paares zu sein. Bei einem gemeinsamen Kinobesuch erinnert sich der kleine Teufel an die Einflüsterungen Fulminavias, dass Geld und Autos einen schlechten Einfluss auf Menschen haben. Er verschafft mit Hilfe seiner Zaubermittel Heinrich eine gutbezahlte Stelle und verhilft Margarethe zum Gewinn eines Autos, mit dem sie sich als Haushaltskraft selbstständig machen kann. Nachdem sie die Ereignisse mit Beelze gefeiert haben und er nach Hause geht, verschüttet der Angetrunkene den größten Teil des Zaubermittels. Der Rest reicht nur noch für eine einzige Verwandlung und so entschließt er sich, wieder die Gestalt des Katers anzunehmen und für immer bei den Brunners zu bleiben.
Luzifer ist derweil erfreut, weil Fulminavias Frist abläuft. Sie und die Großmutter ihres Mannes verkleiden sich daraufhin und fahren auf die Erde. Durch einen fingierten Anruf locken sie Heinrich nach Hause und besuchen ihn anschließend. Margarethe hat derweil einen Brief von den Teufelinnen erhalten, in dem ihr über die angebliche Untreue ihres Gatten berichtet wird. Dies scheint sich zu bestätigen, als sie ihn und die unbekannten Frauen zu Hause antrifft. Der verwandelte Beelze ist so erzürnt, dass er den Verkleideten die Schuhe und Hüte entreißt und sie dadurch demaskiert. Beide jagen den Kater aus dem Haus und verfolgen ihn, werden aber auf der Straße von Passanten bedrängt, die sie für die Darstellerinnen des aktuellen Kinofilms Der liebe Herr Teufel halten. Als auch ein Polizist hinzukommt, um die Menschentraube aufzulösen, können sie wieder in die Hölle fliehen.
Die Brunners halten das Geschehen für einen Albtraum und leben weiterhin glücklich miteinander. Der zufriedene Kater Beelze bleibt bei ihnen.